# Backbone (singolo)
Backbone è il primo singolo estratto dall'omonimo album del gruppo rock inglese Status Quo.